# Aquífero Campeche

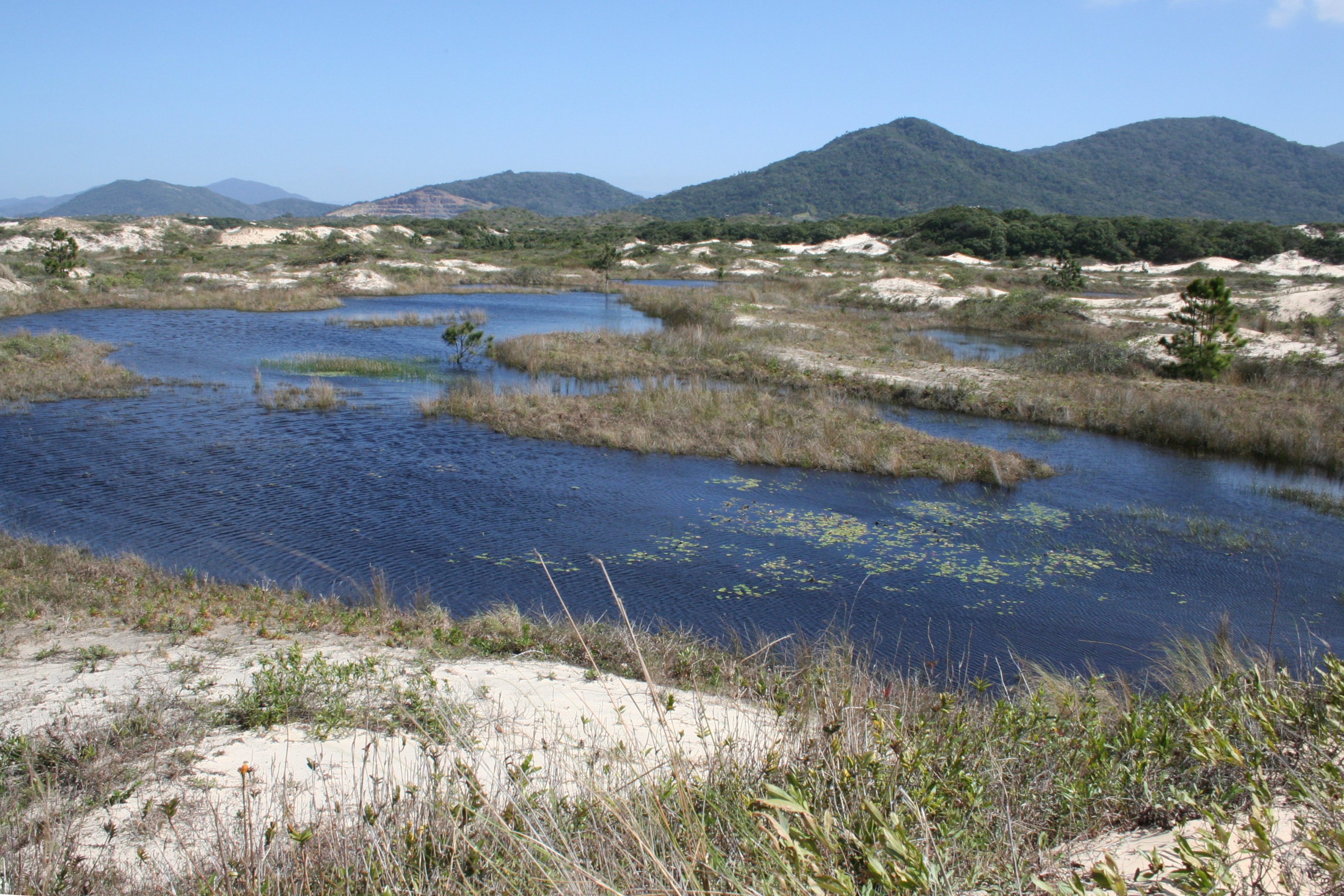
Lagoas do Parque Natural Municipal das Dunas da Lagoa da Conceição, representando afloramentos do aquífero.

O Aquífero Campeche é uma grande reserva de água subterrânea localizada na região leste de Florianópolis, com um volume estimado em 105 bilhões de litros, abrangendo o subsolo dos bairros Campeche, Rio Tavares e toda a extensão do Parque Natural Municipal das Dunas da Lagoa da Conceição.
Em algumas áreas, este aquífero acaba brotando e gerando pequenas lagoas, como as lagoas Pequena e da Chica.

## Importância
Este aquífero representa uma enorme reserva de água, por enquanto, potável. Já foi responsável por parte do abastecimento de água na região leste de Florianópolis, uma das áreas mais populosas do município. A extração geralmente é feita através de poços artesianos, sendo a empresa CASAN a responsável oficial pela coleta, distribuição e tratamento da água no município.

## Ameaças

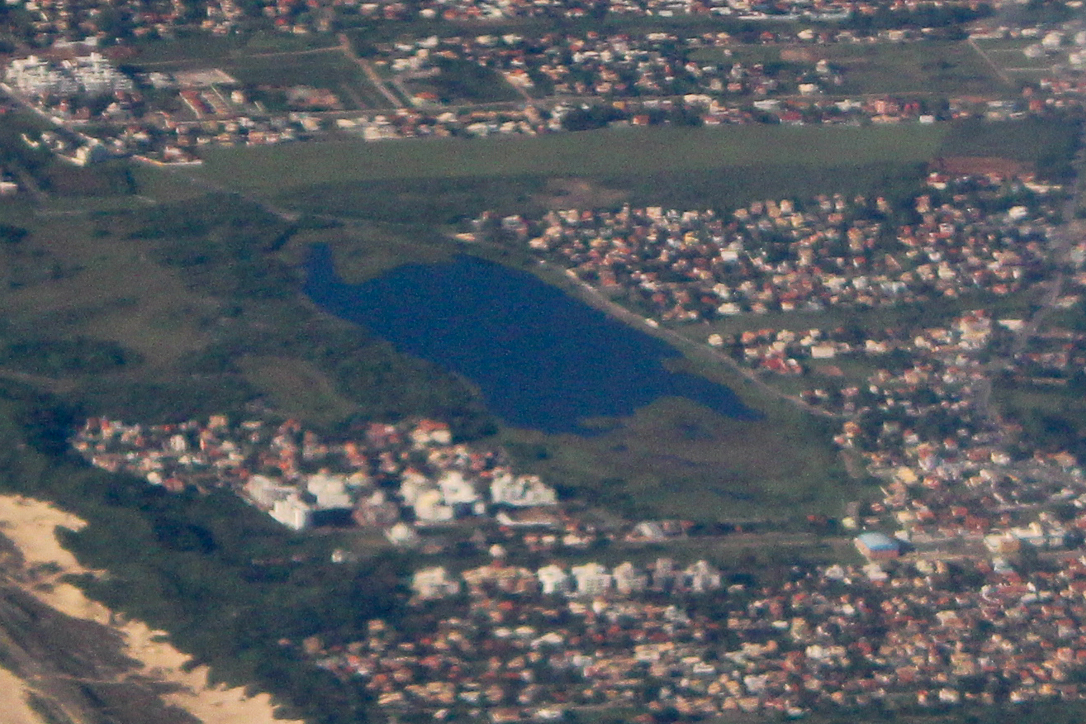
Lagoa Pequena: Ponto de afloramento do Aquífero Campeche com urbanização ao redor.

Entre as ameaças, o aquífero tem sofrido em determinados pontos com a contaminação devido a instalação ilegal de esgoto na região, que sofre processo de intensa urbanização.
Outro problema são as construções (casas, condomínios, entre outras) e asfaltamento de ruas, que acabam bloqueando a entrada de água no subsolo em determinadas regiões e "desequilibrando" a quantidade de água no aquífero. Esse desequilíbrio pode favorecer a entrada de água salgada do mar para dentro do aquífero, por baixo do solo, produzindo a salinização da água e deixando ela imprópria para o consumo. 